# Zabulón (nombre)
Zabulón  es un nombre propio masculino en su variante en español  procedente del hebreo, derivado del hebreo "zabal", se traduce como "morada, casa, hogar".

## Etimología
Zabulón  es el nombre de varios personajes bíblicos del Antiguo Testamento:
- Zabulón, décimo hijo de Jacob y sexto de Lea (Génesis 30:19-20).
- Zabulón, uno de los jefes de las doce tribus de Israel, fue una de las seis tribus cuyos representantes estuvieron sobre el monte Ebal (Deuteronomio 27:13).

## Equivalencias en otros idiomas
| Variantes en otras lenguas | Variantes en otras lenguas |
| -------------------------- | -------------------------- |
| Inglés                     | Zebulun                    |
| Español                    | Zabulón                    |
| Catalán                    | Zabuló                     |
| Hebreo                     | זבולון                     |
| Alemán                     | Sebulon                    |
| Portugués                  | Zebulom                    |